# Michel A. Duguay
Michel Duguay, ou Michel A. Duguay (né au Canada), est un chercheur et un professeur québécois. Il est professeur au département de génie électrique et de génie informatique de l'Université Laval, à Québec.

## Biographie
Étudiant la physique à l'Université de Montréal, Michel Duguay obtient un doctorat en physique nucléaire de l'Université Yale en 1966. Il est engagé par les Laboratoires Bell et travaille dans les installations de Murray Hill et de Holmdel, dans le New Jersey.
Il commence sa carrière à l'Université Laval en 1988.

## Approche diachronique
En 1987, Michel Duguay propose une première ébauche de sa théorie de l'approche diachronique. Qualifiée de « spéculations théologiques » par ses patrons, on l'invite à quitter l'entreprise. 
Duguay peaufine son ébauche et publie sa théorie en novembre 2006 dans la revue Physics Essays.
Selon Duguay, l'approche diachronique propose « une vision différente d'observer la réalité physique et de considérer l'espace-temps. Cette vision est à la fois plus simple et plus réaliste que la relativité restreinte. Elle nous oblige à réviser la conception que nous avons de la structure de l'espace et du temps ». Cette approche contredit plusieurs points de la théorie de la relativité d'Einstein et reçoit un accueil mitigé de la part des collègues de Duguay.

## Militantisme
Michel Duguay milite régulièrement pour l'abandon de l'énergie nucléaire au profit de l'énergie solaire. Il utilise plusieurs tribunes pour aborder la question des risques liés au nucléaire. Il a notamment demandé la fermeture de la centrale nucléaire de Gentilly, située près de Trois-Rivières, pour des raisons de sécurité,.
Le militantisme de Duguay lui vaut une certaine réputation d'iconoclaste,.